# 選抜高等学校野球大会 (富山県勢)
選抜高等学校野球大会（いわゆる「春の甲子園」「センバツ」）においての富山県勢の成績について記す。

## 大会結果
| 大会                 | 選出校                          | 試合結果 | 試合結果                         | 成績     |
| -------------------- | ------------------------------- | -------- | -------------------------------- | -------- |
| 1956年（第28回大会） | 滑川（初出場）                  | 1回戦    | △ 1 - 1 日高（延長10回降雨引分） | 初戦敗退 |
| 1956年（第28回大会） | 滑川（初出場）                  | 1回戦    | ● 0 - 2 日高                     | 初戦敗退 |
| 1963年（第35回大会） | 富山商（初出場）                | 1回戦    | ● 0 - 2 日大一                   | 初戦敗退 |
| 1967年（第39回大会） | 富山商（4年ぶり2回目）          | 1回戦    | ● 2 - 4 熊本工                   | 初戦敗退 |
| 1968年（第40回大会） | 高岡商（初出場）                | 1回戦    | ○ 14 - 1 沖縄                    | 2回戦    |
| 1968年（第40回大会） | 高岡商（初出場）                | 2回戦    | ● 0 - 2 名古屋電工               | 2回戦    |
| 1969年（第41回大会） | 富山北部（初出場）              | 1回戦    | ● 0 - 1 尼崎西                   | 初戦敗退 |
| 1970年（第42回大会） | 富山商（3年ぶり3回目）          | 1回戦    | ○ 2 - 1 高松商                   | 2回戦    |
| 1970年（第42回大会） | 富山商（3年ぶり3回目）          | 2回戦    | ● 0 - 3 広陵                     | 2回戦    |
| 1986年（第58回大会） | 新湊（初出場）                  | 1回戦    | ○ 1 - 0 享栄                     | ベスト4  |
| 1986年（第58回大会） | 新湊（初出場）                  | 2回戦    | ○ 1 - 0 拓大紅陵                 | ベスト4  |
| 1986年（第58回大会） | 新湊（初出場）                  | 準々決勝 | ○ 2 - 1 京都西                   | ベスト4  |
| 1986年（第58回大会） | 新湊（初出場）                  | 準決勝   | ● 3 - 8 宇都宮南                 | ベスト4  |
| 1988年（第60回大会） | 高岡商（20年ぶり2回目）         | 2回戦    | ● 2 - 7 中京                     | 初戦敗退 |
| 1993年（第65回大会） | 氷見（初出場）                  | 2回戦    | ● 3 - 6 八幡商                   | 初戦敗退 |
| 1995年（第67回大会） | 富山商（25年ぶり4回目）         | 1回戦    | ● 0 - 1 今治西                   | 初戦敗退 |
| 2000年（第72回大会） | 高岡第一（初出場）              | 1回戦    | ● 0 - 2 国士舘                   | 初戦敗退 |
| 2002年（第74回大会） | 新湊（16年ぶり2回目）           | 1回戦    | ○ 2 - 1 愛工大名電               | 2回戦    |
| 2002年（第74回大会） | 新湊（16年ぶり2回目）           | 2回戦    | ● 2 - 4 尽誠学園                 | 2回戦    |
| 2006年（第78回大会） | 高岡商（18年ぶり3回目）         | 1回戦    | ● 2 - 5 八重山商工               | 初戦敗退 |
| 2009年（第81回大会） | 富山商（14年ぶり5回目）         | 1回戦    | ○ 2 - 0 興南                     | 2回戦    |
| 2009年（第81回大会） | 富山商（14年ぶり5回目）         | 2回戦    | ● 2 - 9 早稲田実                 | 2回戦    |
| 2010年（第82回大会） | 高岡商（4年ぶり4回目）          | 1回戦    | ● 1 - 6 智弁和歌山               | 初戦敗退 |
| 2017年（第89回大会） | 高岡商（7年ぶり5回目）          | 1回戦    | ● 9 - 10 盛岡大付                | 初戦敗退 |
| 2018年（第90回大会） | 富山商（9年ぶり6回目）          | 2回戦    | ● 2 - 4 智弁和歌山               | 初戦敗退 |
| 2023年（第95回大会） | 氷見（21世紀枠・30年ぶり2回目） | 2回戦    | ● 1 - 4 山梨学院                 | 初戦敗退 |

## 通算成績
| 出場 | 試合 | 勝利 | 敗戦 | 引分 | 勝率 | 優勝 | 準優勝 | ベスト4 | ベスト8 |
| ---- | ---- | ---- | ---- | ---- | ---- | ---- | ------ | ------- | ------- |
| 18   | 26   | 7    | 18   | 1    | .280 | 0    | 0      | 1       | 0       |

## 学校別成績
| 校名     | 出場 | 勝敗      | 直近出場 | 最高成績 |
| -------- | ---- | --------- | -------- | -------- |
| 富山商   | 6回  | 2勝6敗    | 2018年   | 2回戦    |
| 高岡商   | 5回  | 1勝5敗    | 2017年   | 2回戦    |
| 新湊     | 2回  | 4勝2敗    | 2002年   | ベスト4  |
| 氷見     | 2回  | 0勝2敗    | 2023年   | 初戦敗退 |
| 滑川     | 1回  | 0勝1敗1分 | 1956年   | 初戦敗退 |
| 富山北部 | 1回  | 0勝1敗    | 1969年   | 初戦敗退 |
| 高岡第一 | 1回  | 0勝1敗    | 2000年   | 初戦敗退 |